# Curt Pomp
Curt Helm Pomp (* 10. August 1933 als Kurt Wilhelm Pomp in Neu-Titschein; † 8. August 2023 in Lüneburg)  war ein deutscher Goldschmied, Bildhauer und Denkmalschützer.

## Leben und Werk
Pomp studierte Gold- und Siberschmied sowie Grafik und Bildhauerei an der Hochschule für bildende Künste Hamburg. 1966 zog er nach Lüneburg. 1972 initiierte er die Gründung des Vereins „Arbeitskreis Lüneburger Altstadt“ (ALA), der sich für die Erhaltung historischer Bausubstanz in Lüneburg einsetzt. Für diese Arbeit erhielt der ALA 1979 die Silberne Halbkugel des Deutschen Preises für Denkmalschutz des Deutschen Nationalkomitees für Denkmalschutz. Curt Pomp wurde am 29. August 1988 mit dem Verdienstkreuz am Bande des Verdienstordens der Bundesrepublik Deutschland ausgezeichnet.
Curt Pomp starb wenige Tage vor seinem 90. Geburtstag.